# Amintinus sakalavus
Amintinus sakalavus är en skalbaggsart som först beskrevs av Pierre Lesne 1939.  Amintinus sakalavus ingår i släktet Amintinus och familjen kapuschongbaggar. Inga underarter finns listade i Catalogue of Life.